# Église Sainte-Marguerite de Bairols
L’église Sainte-Marguerite est une église catholique située à Bairols, en France.

## Localisation
L'église est située dans le département français des Alpes-Maritimes, sur la commune de Bairols.

## Historique

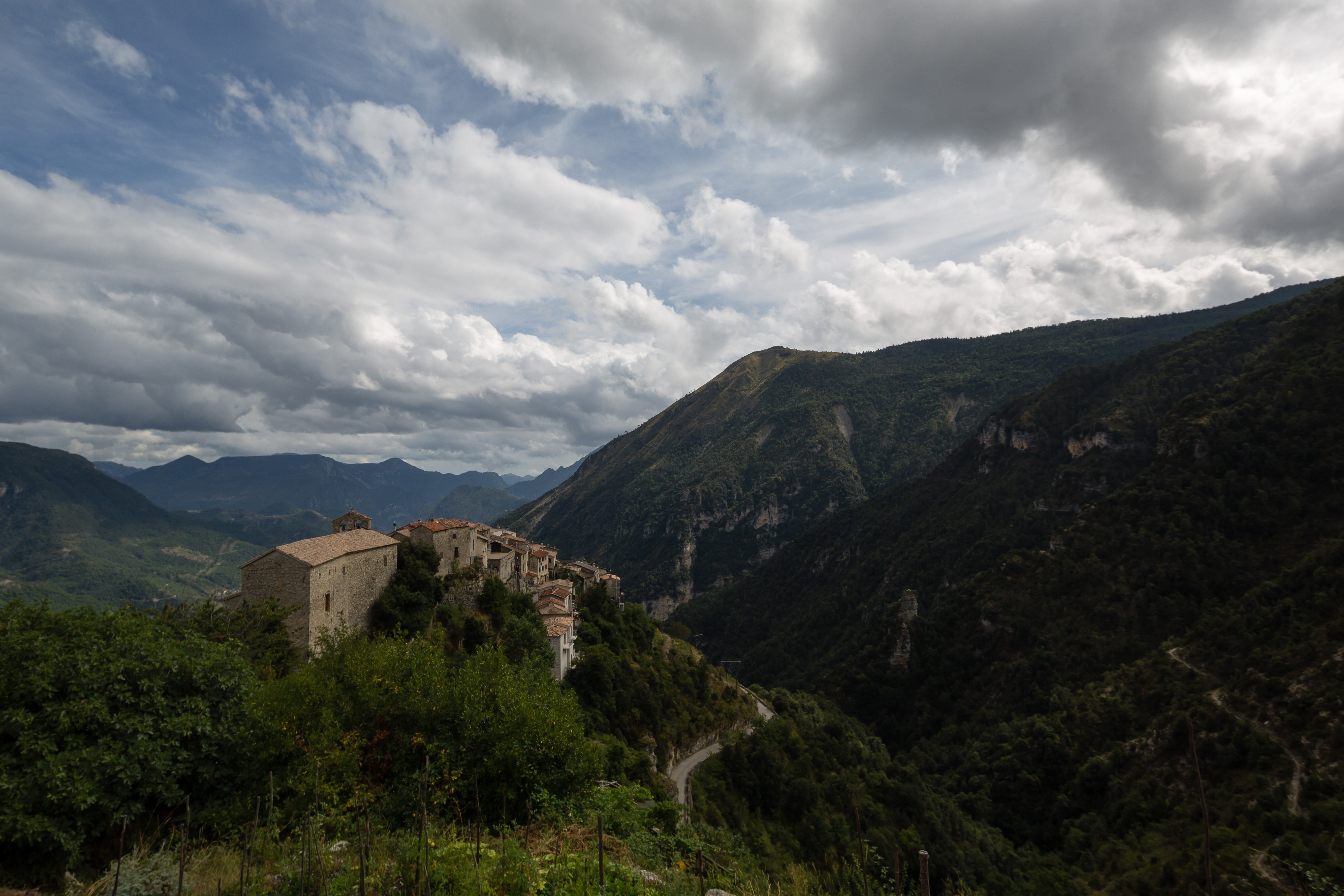
Église dominant le village

Le village de Bairols est un village perché construit sur une crête rocheuse, cité au milieu du XIe siècle sous le nom de « Bairolum ». Le village était un ancien fief des Grimaldi de Beuil.
L'église est construite au sommet de la crête et domine le village lui donnant sa forme curieuse en S. De l'église romane, l'église agrandie au XVIIe siècle a conservé l'abside. Elle a alors été orientée au nord et a été agrandie dans la sens de la largeur en conservant la porte romane avec une nef unique baroque, un chœur profond et deux chapelles latérales sur le côté droit. L'église est couverte d'une voûte à pénétration décorée de peintures représentant des angelots, des fleurs et des feuillages.

## Mobilier

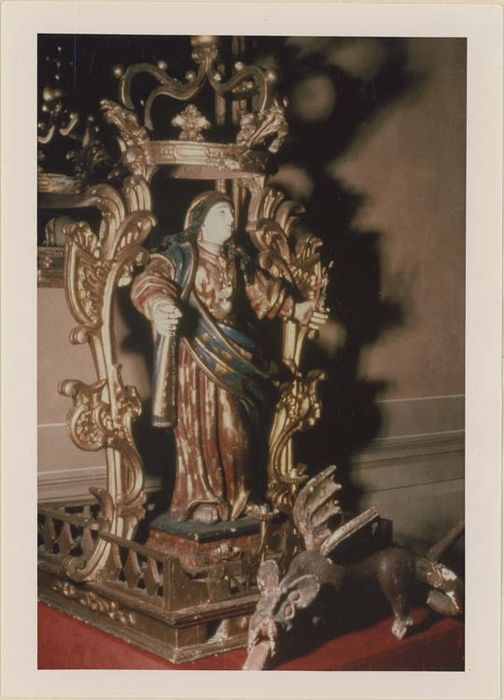
Statue processionnelle Sainte Marguerite et la Tarasque

Le chœur est décoré au XVIIe siècle par un retable à deux colonnes salomoniques enguirlandées de pampres dorés avec des chapiteaux composites qui soutiennent un entablement orné d'un visage de séraphin et de feuillages et surmonté d'un fronton rompu avec des angelots et, au milieu, un buste de Dieu le Père et encadrant un tableau représentant la Crucifixion avec les armes du donateur, Antoine Ceppi, capitaine turinois. De part et d'autre du retable, dans des niches, ont été placées des statues représentant une Vierge à l'Enfant et saint Joseph.
La première chapelle à droite du maître-autel est décorée  d'un tableau des âmes du purgatoire avec sur des nuées, la Vierge avec le Christ et Dieu le Père.
La deuxième chapelle est décorée d'un tableau du Rosaire de 1645 peint par Jean Rocca (actif entre 1608 et 1654).
L'église possède une statue processionnelle de sainte Marguerite avec la Tarasque classée au titre objet.